# Варянов Микола Іванович
Микола Іванович Варянов (рос. Николай Иванович Варянов; нар. 3 січня 1959, Свердловськ, СРСР) — радянський хокеїст, нападник, тренер. 

## Кар'єра гравця
На початку кар'єри виступав за свердловську «Юність». Грав у «Динамо» (Москва) (сезони: 1978/1987 років). Грав у складі збірної СРСР, чемпіон світу серед юнаків 1978 і 1979, третій призер чемпіонату СРСР 1980/1981, 1981/1982 і 1982/1983, другий призер чемпіонату СРСР 1978/1979, 1979/1980. 1984/1985, 1985/1986, 1986/1987, фіналіст кубка СРСР, третій призер чемпіонату Росії серед молоді.
Увійшов до команди «Усіх зірок» на Кубок Шпенглера 1983.

## Кар'єра тренера
З 2010 по 2011 рік був головним тренером Шерифа. З 2011 року головний тренер Балашихинського ХК МВД. 28 вересня 2011 був звільнений з посади головного тренера ХК МВД.